# Marie Laciná-Pechová
Marie Laciná-Pechová v matrice Maria (29. prosince 1881 Česká Lípa – ?) byla česká spisovatelka.

## Životopis
Rodiče Marie byli Heinrich Pech, zámečník v České Lípě, a Marie Pechová-Němcová ze Sudoměře. Její manžel Jan Laciný byl ředitelem měšťanské školy. Měli spolu čtyři děti: Jana Laciného, Emila Laciného, Václava Laciného a Elišku Lacinou.
Marie Lacinová-Pechová psala časové obrázky historické, básně, povídky a pověsti. Přispívala mj. do časopisu Šumavan. Bydlela v Plzni na adrese Karlovarská 20.

## Dílo

### Článek
- Dnešní dílo v Plzni[1]